# Mycorrhiza

Schematische voorstelling van samenleven van paddenstoel (een schimmel) en boom door middel van mycorrhiza

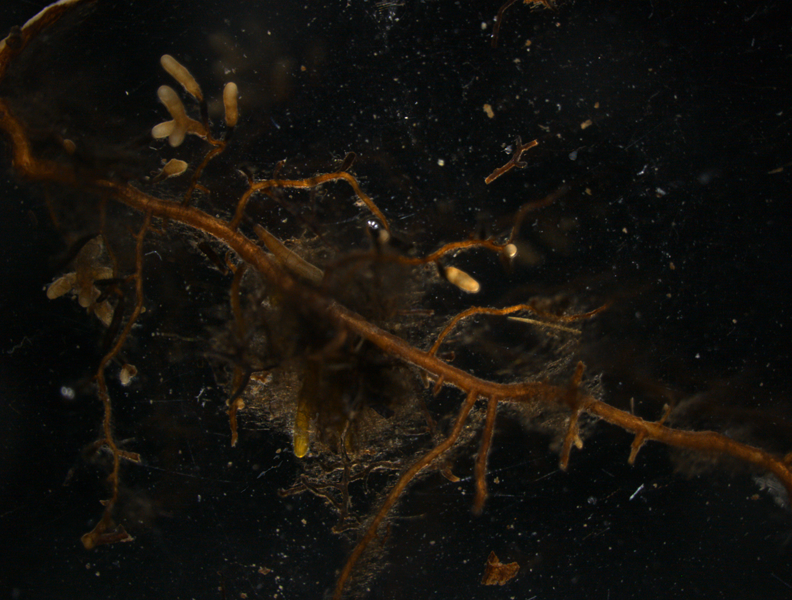
Mycorrhiza van schimmeldraden en wortelharen van een beuk

Een mycorrhiza is een samenlevingsvorm van schimmels en planten via de wortels. Bijna alle planten werken ondergronds samen met schimmels. Deze absorberen bijvoorbeeld mineralen uit de bodem die ze vervolgens afstaan aan een plant, in ruil daarvoor krijgen ze suikers terug voor hun eigen voeding.
Het woord mycorrhiza is afgeleid van het Griekse mukès dat zwam betekent, en rhiza dat wortel beduidt.

## Oorsprong
In een ongestoord ecosysteem zijn de wortels van de meeste planten in staat met bepaalde schimmels een symbiose aan te gaan. Het is de meest gebruikelijke vorm van samenwerking bij planten en voor vele ervan onmisbaar voor hun voortbestaan. Vierhonderd miljoen jaar geleden begonnen de groene planten aan hun opmars over het vasteland van de aarde. Het succes daarvan is waarschijnlijk te danken aan de intieme relatie die ze aangingen met wortelschimmels. De eerste landplanten hadden geen uitgebreid wortelstelsel om water en voedingsstoffen tot zich te nemen. De schimmels waren aangepast voor het vinden van water en mineralen, maar voor koolhydraten afhankelijk van groene planten. Net als de planten hebben wortelschimmels zich in de loop van de evolutie tot meerdere soorten en vormen ontwikkeld. Niet bij alle planten komt daarom dezelfde mycorrhiza voor.

## Wederzijds voordeel
Planten en schimmels hebben belangrijke voordelen van de mutualistische symbiose door middel van mycorrhiza. De plant levert suikers aan de schimmels, die op hun beurt voedingsstoffen en water uit de bodem halen en deze via schimmeldraden aan de plant leveren. Daarmee spelen mycorrhiza-schimmels een belangrijke rol in de voedingsstoffenvoorziening van bomen. Met name door de uitbundige groei en geringe diameter van hyfen (ca. 3µm) kunnen mycorrhiza-schimmels een groot bodemvolume exploiteren en voedingstoffen zoals stikstof en fosfor opnemen. Iedere mycorrhiza-schimmel heeft een specifieke functie. Zo kunnen sommige mycorrhiza-schimmels vooral anorganische voedingsstoffen opnemen, terwijl andere schimmels juist organische voedingsstoffen opnemen, bijvoorbeeld uit humus. Daarnaast kunnen mycorrhiza-schimmels bijdragen aan resistentie van bomen tegen ziekteverwekkers in de bodem, droogte en zware metalen.

## Typen mycorrhiza
Er worden drie typen mycorrhiza onderscheiden: endomycorrhiza, arbusculaire mycorrhiza en ectomycorrhiza.

### Endomycorrhiza
Endotroof mycorrhiza of endomycorrhiza komt onder andere bij orchideeën voor. De schimmeldraden (hyfen) lopen door tot in de schorscellen van de plantenwortel. Als de plant de oude schimmeldraden in de plantencellen verteert, waardoor eiwitten voor de plant beschikbaar komen, wordt van mycotrofie gesproken.
Endomycorrhiza-schimmels kenmerken zich door de uitgestrekte groei van het mycelium in de wortelhuid en de vorming van miljoenen vesikels en arbuskels. Dit zijn opslagmedia voor water en voedingsstoffen.

### Arbusculaire mycorrhiza

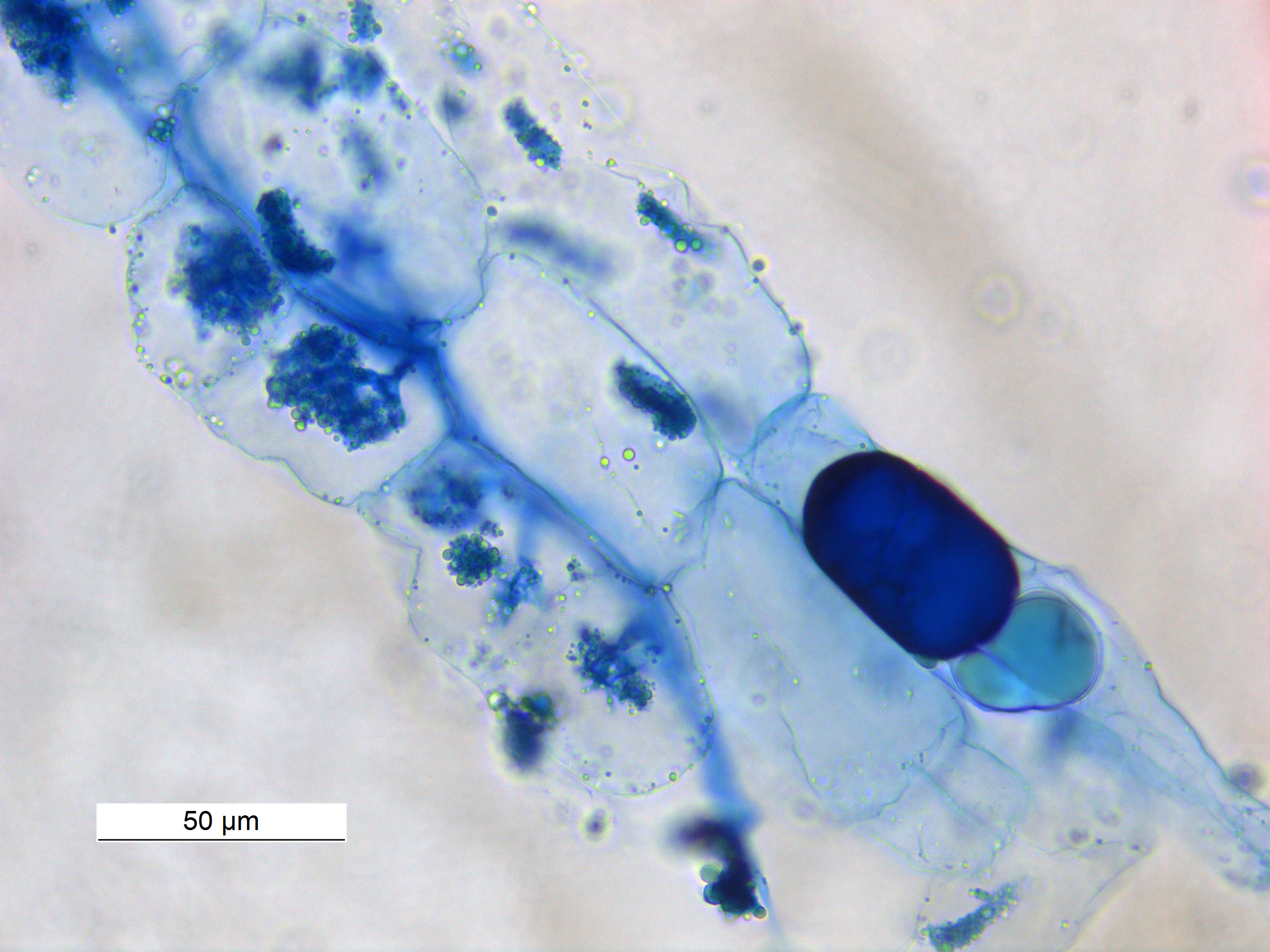
Vesiculair arbusculair mycorrhiza

Het zeer veel voorkomende endotrofe mycorrhiza, en voor de land- en tuinbouw belangrijkste, is het arbusculaire mycorrhiza of vesiculaire arbusculaire mycorrhiza (VA-mycorrhiza of VAM). Bij dit mycorrhiza vormt de schimmel zachte, boomvormig vertakte schimmeldraden binnen in de wortelcellen.
Bij een groot aantal plantensoorten blijkt dat VA-mycorrhiza in staat is de plantengroei te bevorderen. Het is onder andere in staat in een fosfaatarme bodem aan de planten toch nog fosfaat toe te leveren. Dit effect is echter niet bij iedere plantensoort hetzelfde. De schimmelpartners van dit VA-mycorrhiza maken deel uit van de familie van Endogonaceae.

### Ectomycorrhiza
Ectotroof mycorrhiza of ectomycorrhiza komt onder andere voor bij bomen als dennen en berken. De schimmeldraden groeien alleen om de buitenkant van de plantenwortel heen. Ze dringen door tot in de intercellulaire ruimten, maar niet in de cellen van het schorsweefsel van de plantenwortel. Een voorbeeld hiervan is de truffel.
De schimmeldraden van ectomycorrhiza-schimmels groeien in en om de worteltopjes van boomwortels. Zulke worteltopjes heten ectomycorrhiza's of gemycorrhizeerde worteltopjes. Binnen in de boomwortels groeien de schimmeldraden tussen de wortelcellen en vormen daar het Hartig net, genoemd naar Theodor Hartig, de negentiende-eeuwse ontdekker ervan. Aan de buitenkant vormen de schimmeldraden een mantel die de groei van wortelharen onderdrukt. Ectomycorrhiza-schimmels leven al minstens 50 miljoen jaar in symbiose met planten. In fossielen uit Canada werden worteltjes van een dennensoort gevonden met daarin overblijfselen van ectomycorrhiza-schimmels.

## Milieu en klimaat
Wereldwijd wordt er elk jaar minstens vijf miljard ton koolstofdioxide opgeslagen in mycorrhiza-netwerken, een hoeveelheid die ruwweg overeenkomt met de hoeveelheid kooldioxide die jaarlijks door de Verenigde Staten wordt uitgestoten. Volgens natuurwetenschappelijke organisaties wordt het belang van deze schimmels onderschat in de klimaatdiscussie.

## Teelt
Bij het vermeerderen en aanplanten van bomen en andere plantensoorten die afhankelijk zijn van mycorrhiza is het belangrijk dat de noodzakelijke schimmel in de bodem aanwezig is. Daarom moet bij het zaaien steeds grond met de daarin voorkomende mycorrhiza gebruikt worden en/of bij het planten gemycorrhizeerde grond aan het plantgat worden toegevoegd. Als na het planten meteen water wordt gegeven kan de mycorrhiza op de wortels beschadigd worden.